# IC 3729
IC 3729 је спирална галаксија у сазвјежђу Ловачки пси која се налази на листи објеката дубоког неба у Индекс каталогу.
Деклинација објекта је + 39° 21' 6" а ректасцензија 12h 44m 53,0s. Привидна величина (магнитуда) објекта IC 3729 износи 15,5 а фотографска магнитуда 16,3. IC 3729 је још познат и под ознакама MCG 7-26-50, NPM1G +39.0299, PGC 42958.